# Кокоа плямистоголовий
Коко́а плямистоголовий (Xiphorhynchus chunchotambo) — вид горобцеподібних птахів родини горнерових (Furnariidae). Мешкає в Південній Америці. Раніше вважався конспецифічним з колумбійським кокоа, однак був визнаний окремим видом за результатами дослідження мітохондріальної ДНК.

## Опис
Довжина птаха становить 21-24,5 см, вага 30-38 г. Забарвлення переважно коричневе, спина, крила і хвіст рудуваті. Горло охристе, тім'я і груди поцятковані охристими плямами, на спині охристі і чорні смуги. Дзьоб довгий, вигнутий.

## Підвиди
Виділяють три підвиди:
- X. c. napensis Chapman, 1924 — передгір'я Анд від південної Колумбії (північний схід Нариньйо, захід Какети) до північно-східного Перу (на південь до річки Мараньйон);
- X. c. chunchotambo (Tschudi, 1844) — передгір'я Перуанських Анд (від Мараньйону на південь до Укаялі і Хуніну);
- X. c. brevirostris Zimmer, JT, 1934 — передгір'я Анд і південно-західна Амазонія на південному сході Перу, в Бразилії (південь Акрі) і північній і центральній Болівії.

## Поширення і екологія
Плямистоголові кокоа мешкають в Колумбії, Еквадорі, Перу, Болівії і Бразилії. Вони живуть у вологих тропічних лісах, на узліссях та в бамбукових заростях Guadua. Зустрічаються на висоті до 1800 м над рівнем моря. Живляться переважно комахами.